# 75-й Венеційський міжнародний кінофестиваль

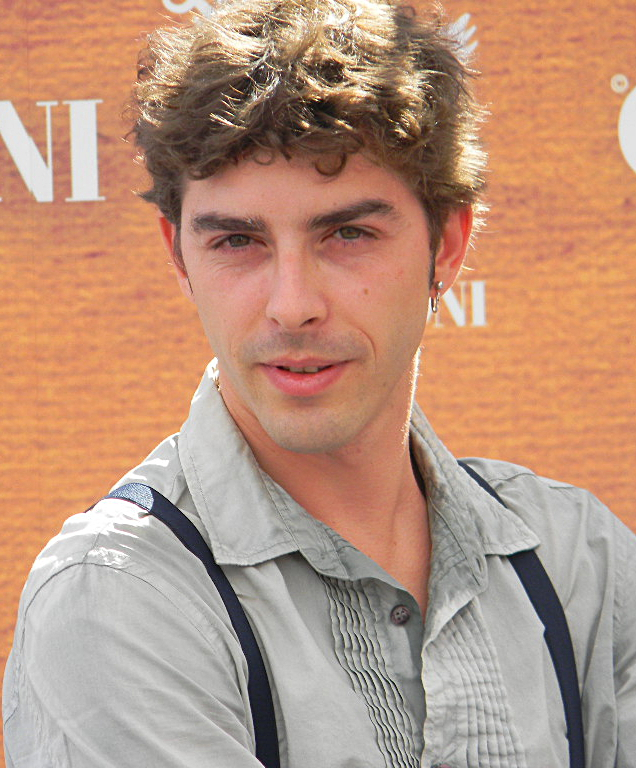
Мікеле Ріондіно, ведучий фестивалю

75-й щорічний Венеційський міжнародний кінофестиваль проходив з 29 серпня по 8 вересня 2018 року. Мексиканський режисер Гільєрмо дель Торо очолював журі міжнародного конкурсу фестивалю. Фільм Демієна Шазелла «Перша людина» обрано фільмом відкриття фестивалю а фільмом закриття — «Тачка на мільйон» режисера Ніка Гемма.
«Золотого лева» отримав фільм «Рома» режисера Альфонсо Куарона.

## Перебіг фестивалю
12 лютого 2018 року стало відомо, що головою міжнародного журі 75-й Венеційський міжнародного кінофестивалю стане мексиканський кінорежисер Гільєрмо дель Торо.
25 липня 2018 року на прес-конференції в Римі 75-й Венеційський кінофестиваль оголосив список фільмів, що братимуть участь в основному конкурсі (21 стрічка), а також які ввійшли до спеціальних програм. Фільмом відкриття стала стрічка Демієна Шазелла «Перша людина».
6 вересня 2018 року було оголошено, що фільмом закриття фестивалю стане байопік ірландського режисера Ніка Гемма «Тачка на мільйон». 8 вересня на фестивалі відбулася світова прем'єра стрічки
8 вересня 2018 відбулося урочисте закриття фестивалю та оголошення переможців конкурсної програми. Головну нагороду за найкращий фільм — «Золотий лев» — отримав фільм режисера Альфонсо Куарона «Рома».
У останній день фестивалю, 8 вересня, члени журі закликали Росію не допустити смерті у в'язниці українського режисера Олега Сенцова, який 14 травня 2018 оголосив безстрокове голодування в колонії «Білий ведмідь» за полярним колом у Ямало-Ненецькому автономному окрузі РФ з вимогою звільнити усіх українських політв'язнів. Акторка Наомі Воттс, актор і режисер Крістоф Вальц, голова журі кінорежисер Гільєрмо дель Торо та інші члени журі нагадали, що О. Сенцов був «ув'язнений та піддавався тортурам … після судового розгляду, який явно не поважав право на захист».

## Журі
Міжнародний конкурс

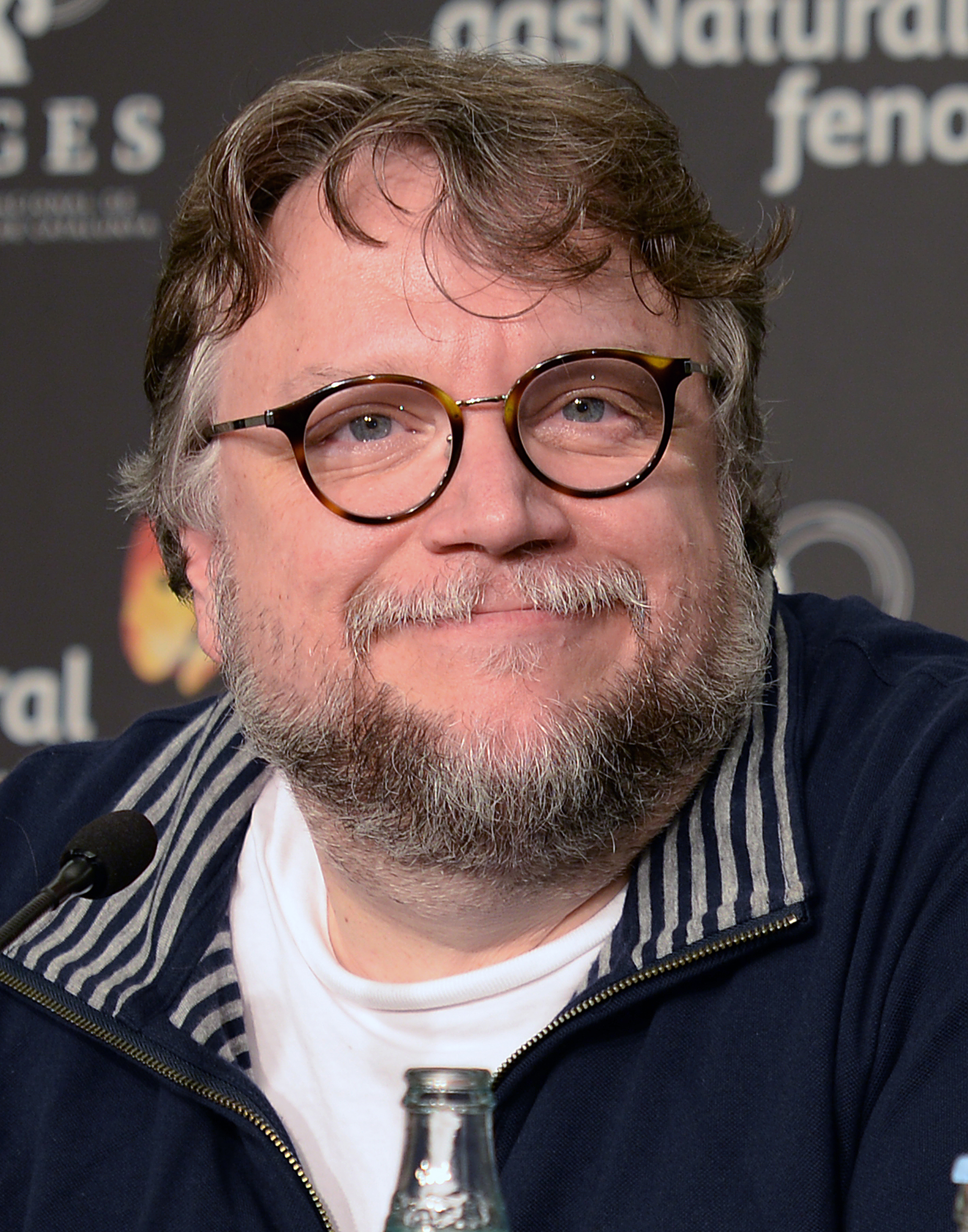
Голова журі Гільєрмо дель Торо

- Гільєрмо дель Торо, режисер, (голова журі)[1]
- Тайка Вайтіті, режисер, актор і сценарист
- Крістоф Вальц, актор і режисер
- Наомі Воттс, акторка
- Ніколь Гарсія, акторка, режисерка
- Паоло Дженовезе, режисер і сценарист
- Тріне Дюргольм, акторка та співачка
- Сільвія Чан, акторка, сценаристка і режисерка
- Малгожата Шумовська, режисерка, сценаристка і продюсер

Програма «Горизонти»
- Афіна Рашель Цангарі, режисерка (голова журі)
- Майкл Алмерейда, режисер та сценарист
- Фредерік Бонно, журналіст
- Мохамед Хефзі, кінопродюсер
- Елісон Маклін, режисер
- Андреа Паллаоро, режисер та сценарист

Дні авторів
- Йонас Карпіньяно, режисер і сценарист (голова журі)

Квір-лев
- Браян Робінсон
- Ріта Фаббрі
- Яні Кустрін, ЛГБТ-активіст

## Основні програми

### Конкурсна програма
Для участі у змаганні міжнародного конкурсу були відібрані наступні фільм:
Лауреат «Золотого лева» виділений окремим кольором.
| Українська назва                    | Оригінальна назва                           | Режисер(и)                      | Країна                                 |
| ----------------------------------- | ------------------------------------------- | ------------------------------- | -------------------------------------- |
| 22 липня                            | 22 July                                     | Пол Грінграсс                   | США Норвегія Ісландія                  |
| Балада Бастера Скраггса             | The Ballad of Buster Scruggs                | Джоел та Ітан Коени             | США                                    |
| Брати-вороги                        | Frères Ennemis                              | Давид Ельгоффен                 | Франція Бельгія                        |
| Брати Сістерс                       | The Sisters Brothers                        | Жак Одіар                       | Франція США Румунія Іспанія            |
| Ван Гог. На порозі вічності         | At Eternity's Gate                          | Джуліан Шнабель                 | Франція США                            |
| Голос люкс                          | Vox Lux                                     | Бреді Корбет                    | США                                    |
| Гора                                | The Mountain                                | Рік Елверсон                    | США                                    |
| Захід                               | Napszállta                                  | Ласло Немеш                     | Угорщина Франція                       |
| Капрі-революція                     | Capri-Revolution                            | Маріо Мартоне                   | Італія Франція                         |
| Наш час                             | Nuestro Tiempo                              | Карлос Рейгадас                 | Мексика Франція Німеччина Данія Швеція |
| Обвинувачений                       | Asusada                                     | Гонсало Тобаль                  | Аргентина Мексика                      |
| Перша людина (фільм відкриття)      | First Man                                   | Демієн Шазелл                   | США                                    |
| Петерлоо                            | Peterloo                                    | Майк Лі                         | Велика Британія США                    |
| Подвійні життя                      | Doubles vies                                | Олів'є Ассаяс                   | Франція                                |
| Рома                                | Roma                                        | Альфонсо Куарон                 | США Мексика                            |
| Робота без авторства                | Werk ohne Autor                             | Флоріан Генкель фон Доннерсмарк | Німеччина                              |
| Соловей                             | The Nightingale                             | Дженніфер Кент                  | Австралія                              |
| Суспірія                            | Suspiria                                    | Лука Гуаданьїно                 | США Італія                             |
| Убивство                            | Killing                                     | Сінья Цукамото                  | Японія                                 |
| Фаворитка                           | The Favourite                               | Йоргос Лантімос                 | США Велика Британія Ірландія           |
| Що ти робитимеш, коли світ запалає? | What You Gonna Do When The World's On Fire? | Роберто Мінервіні               | Італія США Франція                     |

### Позаконкурсна програма
Наступні фільми були відібрані для участі в позаконкурсній програмі:
| Ігрові фільми              | Ігрові фільми           | Ігрові фільми         | Ігрові фільми     |
| Українська назва           | Оригінальна назва       | Режисер(и)            | Країна            |
| -------------------------- | ----------------------- | --------------------- | ----------------- |
| Закатати в асфальт         | Dragged Across Concrete | С. Крейг Залер        | Канада США        |
| Народження зірки           | A Star Is Born          | Бредлі Купер          | США               |
| Історія без імені          | Una Storia Senza Nome   | Роберто Андо          | Італія Франція    |
| Курортники                 | Les Estivants           | Валерія Бруні-Тедескі | Франція Італія    |
| Мій шедевр                 | Mi Obra Maestra         | Гастон Дюпра          | Аргентина Іспанія |
| Один король — одна Франція | Un Peuple et Son Roi    | П'єр Шоллер           | Франція Бельгія   |
| Натюрморт                  | La Quietud              | Пабло Траперо         | Аргентина         |
| Трамвай в Єрусалимі        | A Tramway in Jerusalem  | Амос Гітай            | Ізраїль Франція   |

| Неігрові фільми                     | Неігрові фільми                         | Неігрові фільми                   | Неігрові фільми            |
| Українська назва                    | Оригінальна назва                       | Режисер(и)                        | Країна                     |
| ----------------------------------- | --------------------------------------- | --------------------------------- | -------------------------- |
| 1938 Різний                         | 1938 Diversi                            | Джорджо Треве                     | Італія                     |
| Акварель                            | Aquarela                                | Віктор Косаковський               | Велика Британія Німеччина  |
| Американська дхарма                 | American Dharma                         | Еррол Морріс                      | США Велика Британія        |
| Введення у темряву                  | Introduzione All'Oscuro                 | Гастон Солнікі                    | Аргентина Австрія          |
| Гітари Кармін-стріт                 | Carmine Street Guitars                  | Рон Манн                          | Канада                     |
| Ель Пепе: Верховнt життя            | El Pepe: Una Vida Suprema               | Емир Кустуриця                    | Аргентина У Уругвай Сербія |
| ІДІЛ, завтра. Загублені душі Мосула | ISIS, Tomorrow. The Lost Souls of Mosul | Франческа Маннокі Алессіо Роменці | Італія Німеччина           |
| Лист другові в Газі                 | A Letter to a Friend in Gaza            | Амос Гітай                        | Ізраїль                    |
| Монровія, Індіана                   | Monrovia, Indiana                       | Фредерик Вайзмен                  | США                        |
| Процес                              | Process                                 | Сергій Лозниця                    | Нідерланди                 |
| Твоє обличчя                        | Ni De Lian                              | Мін-Лянь Цай                      | Китайська Республіка       |

| Спеціальні події                   | Спеціальні події                       | Спеціальні події | Спеціальні події |
| Українська назва                   | Оригінальна назва                      | Режисер(и)       | Країна           |
| ---------------------------------- | -------------------------------------- | ---------------- | ---------------- |
| Вони любитимуть мене, коли я помру | They'll Love Me When I'm Dead (98 хв.) | Морган Невілл    | США              |
| Інша сторона вітру                 | The Other Side of the Wind (122 хв.)   | Орсон Веллс      | США              |

| Спеціальні покази     | Спеціальні покази                     | Спеціальні покази | Спеціальні покази |
| Українська назва      | Оригінальна назва                     | Режисер(и)        | Країна            |
| --------------------- | ------------------------------------- | ----------------- | ----------------- |
| Моя геніальна подруга | My Brilliant Friend                   | Саверіо Костанцо  | Італія Бельгія    |
|                       | Il Diario Di Angela — Noi Due Cineast | Єрвант Джянікян   | Італія            |

### Горизонти
Наступні фільми були відібрані для участі в секції «Горизонти»:
| Українська назва                | Оригінальна назва            | Режисер(и)                     | Країна                             |
| ------------------------------- | ---------------------------- | ------------------------------ | ---------------------------------- |
| Аманда                          | Amanda                       | Мікаель Ерс                    | Франція                            |
| День, коли я втратив свою тінь  | The Day I Lost My Shadow     | Судад Каадан                   | Сирія Ліван Франція Катар          |
| Джинпа                          | Jinpa                        | Пема Цеден                     | КНР                                |
| Енка                            | L'Enkas                      | Сара Маркс                     | Франція                            |
| Людина, яка здивувала всіх      | Человек, который удивил всех | Наташа Меркулова Олексій Чупов | Росія Естонія Франція              |
| Скат Манта                      | Manta Ray                    | Футтіфонг Арунфенг             | Таїланд Франція КНР                |
| На моїй шкірі (фільм відкриття) | Sulla mia pelle              | Алессіо Кремоніні              | Італія                             |
| Оголошення                      | The Announcement             | Махмут Фазіль Коскун           | Туреччина Болгарія                 |
| Плече                           | Deslembro                    | Флавіо Кастро                  | Бразилія Франція Катар             |
| Пророцтво броненосця            | La profezia dell'armadillo   | Емануеле Скаріньї              | Італія                             |
| Раптом одного прекрасного дня   | Un giorno all'improvviso     | Чиро Д'Еміліо                  | Італія                             |
| Річка                           | The River                    | Емір Байгазін                  | Казахстан Польща Норвегія          |
| Роздягнений                     | Erom                         | Ярон Шані                      | Ізраїль Німеччина                  |
| Соні                            | Soni                         | Іван Айр                       | Індія                              |
| Спогади про моє тіло            | Memories of My Body          | Гарін Нугрохо                  | Індонезія Австралія                |
| Тель-Авів у вогні               | Tel Aviv on Fire             | Самех Зоабі                    | Люксембург Франція Ізраїль Бельгія |
| У ніч на 12 років               | La noche de 12 años          | Альваро Брехнер                | Іспанія Аргентина Франція          |
| Так сказав Чарлі                | Charlie Says                 | Мері Геррон                    | США                                |
| Як я помирав                    | As I Lay Dying               | Мустафа Сайярі                 | Іран                               |

## Автономні та паралельні секції

### Міжнародний тиждень критиків
Наступні фільми були відібрані до програми 33-го Міжнародного тижня критиків:

#### Конкурс
| Українська назва            | Оригінальна назва           | Режисер(и)                    | Країна                    |
| --------------------------- | --------------------------- | ----------------------------- | ------------------------- |
| Адам і Евелін               | Adam & Evelyne              | Андреас Гольдштейн            | Німеччина                 |
| М                           | M                           | Анна Ерікссон                 | Фінляндія                 |
| Ми будемо молоді та красиві | Saremo giovani e bellissimi | Летиція Ламартир              | Італія                    |
| Облава                      | The Roundup                 | Хаджуй Кука                   | Судан ПАР Катар Німеччина |
| Світлі тварини              | Blonde Animals              | Алексія Вальтер Максим Матрай | Франція                   |
| У вас є ніч                 | You Have the Night          | Іван Салатик                  | Чорногорія Сербія         |
| Запис тиші (док.)           | Still Recording             | Саад аль-Баталь Гіат Аюб      | Сирія Ліван Катар Франція |

#### Спеціальні позаконкурсні події
| Українська назва       | Оригінальна назва | Режисер(и)                  | Країна       |
| ---------------------- | ----------------- | --------------------------- | ------------ |
| Дахра (фільм закриття) | Dachra            | Абдельхамід Боучак          | Туніс        |
| Тумбад                 | Tumbbad           | Рахі Аніл Барве Адеш Прасад | Індія Швеція |

### Венеційська класика
Наступні фільми були відібрані для участі в секції «Венеційська класика»:
| Українська назва        | Оригінальна назва            | Режисер(и)                | Країна             | Рік  |
| ----------------------- | ---------------------------- | ------------------------- | ------------------ | ---- |
| Вакантне місце          | Il Posto                     | Ерманно Ольмі             | Італія             | 1962 |
| Вбивці                  | The Killers                  | Роберт Сьодмак            | США                | 1946 |
| Вбивці                  | The Killers                  | Дон Сігел                 | США                | 1964 |
| Вони живуть             | They Live                    | Джон Карпентер            | США                | 1988 |
| Місце без меж           | El Lugar Sin Límites         | Артуро Ріпстейн           | Мексика            | 1977 |
| Ніч Святого Лоренцо     | La Notte di San Lorenzo      | Паоло та Вітторіо Тавіані | Італія             | 1982 |
| Нічний портьє           | Il Portiere di Notte         | Ліліана Кавані            | Італія             | 1974 |
| Нічого святого          | Nothing Sacred               | Вільям Веллмен            | США                | 1937 |
| Оголене місто           | The Naked City               | Жуль Дассен               | США                | 1948 |
| Прощавай, Філіппіно     | Adieu Philippine             | Жак Розьє                 | Франція            | 1962 |
| Район червоних ліхтарів | 赤線地帯 / Akasen Chitai     | Кендзі Мідзогуті          | Японія             | 1956 |
| Скажена лисиця          | Koi ya Koi Nasuna Koi        | Тому Учида                | Японія             | 1962 |
| Смерть у Венеції        | Morte a Venezia              | Лукіно Вісконті           | Італія Франція США | 1971 |
| Сходження               | Восхождение                  | Лариса Шепітько           | СРСР               | 1976 |
| Торік у Марієнбаді      | L'Année dernière à Marienbad | Ален Рене                 | Франція            | 1961 |
| У джазі тільки дівчата  | Some Like It Hot             | Біллі Вайлдер             | США                | 1959 |
| Цеглина і дзеркало      | خشت و آینه / Khesht O Ayeneh | Ебрагім Голестан          | Іран               | 1964 |

### Дні авторів
Наступні фільми були відібрані до програми 15-го видання фестивалю у фестивалі «Дні авторів» (італ. Giornate degli Autori):

#### Конкурс
| Українська назва  | Оригінальна назва          | Режисер(и)                     | Країна              |
| ----------------- | -------------------------- | ------------------------------ | ------------------- |
| Джой              | Joy                        | Судабх Мортезай                | Австрія             |
| Домінго           | Domingo                    | Клара Лінгарт, Фелліпе Барбоза | Бразилія Франція    |
| Емма Пітерс       | Emma Peeters               | Ніколь Пало                    | Бельгія Канада      |
| Могили без імені  | Les tombeaux sans noms     | Рітхі Пань                     | Камбоджа Франція    |
| Нове місто        | Ville Neuve                | Фелікс Офур-Лаперр'єр          | Канада              |
| Перлина           | Pearl                      | Ельза Аміель                   | Франція Швейцарія   |
| Просто люблю      | C'est ça l'amour           | Клер Бюргер                    | Франція             |
| Три пригоди Брука | Three Adventures of Brooke | Юань Цин                       | КНР Малайзія        |
| Хосе              | José                       | Лі Чен                         | Гватемала           |
|                   | Continuer                  | Жоакім Лафосс                  | Бельгія Франція     |
|                   | Mafax                      | Бассам Джарбаві                | Палестина США Катар |
|                   | Ricordi?                   | Валеріо Мієлі                  | Італія Франція      |

#### Венеційські ночі
«Карт-бланш для Стефано Савони»
| Українська назва | Оригінальна назва   | Режисер(и)            | Країна |
| ---------------- | ------------------- | --------------------- | ------ |
| Єдиний урок      | L'unica lezione     | Пітер Марчіас         | Італія |
| Один океан       | One Ocean           | Енн де Карбуччія      | Італія |
| Театр на роботі  | Il teatro al lavoro | Массиміліано Пасифіко | Італія |
|                  | I villani           | Даніеле де Мікеле     | Італія |

#### Жіночі казки Міу-Міу
| Українська назва         | Оригінальна назва             | Режисер(и)        | Країна     |
| ------------------------ | ----------------------------- | ----------------- | ---------- |
| Дочка весільної співачки | The Wedding Singer's Daughter | Хайфаа аль-Мансур | Італія США |
| Привіт, квартиро         | Hello Apartment               | Дакота Феннінг    | Італія США |

#### LUX Prize
До фінального списку претендентів на кінопремію Європейського парламенту LUX Prize, церемонія нагородження якого пройде 14 листопада 2018 року, увійшли наступні фільми:
| Українська назва        | Оригінальна назва  | Режисер(и)          | Країна                   |
| ----------------------- | ------------------ | ------------------- | ------------------------ |
| Гірська жінка: на війні | Kona fer í stríð   | Бенедикт Ерлінґссон | Ісландія Франція Україна |
| Стікс                   | Styx               | Вольфганг Фішер     | Німеччина Австрія        |
| Зворотня сторона всього | Druga strana svega | Міла Турайлиіч      | Сербія Франція Катар     |

## Нагороди
Нагороди були розподілені наступним чином:

### Офіційна програма
Золотий лев — «Рома», реж. Альфонсо Куарон
- Срібний лев за найкращу режисерську роботу — Жак Одіар за «Брати Сістерс»
- Гран-прі журі «Срібний лев» — «Фаворитка», реж. Йоргос Лантімос
- Кубок Вольпі:
  - Найкращий актор — Віллем Дефо за роль у фільмі «Ван Гог. На порозі вічності»
  - Найкраща акторка — Олівія Колман за роль у фільмі «Фаворитка»
- «Золота Озелла» за найкращий сценарій — «Балада Бастера Скраггса», реж. Джоел та Ітан Коени
- Спеціальний приз журі — «Соловей», реж. Дженніфер Кент[en]
- Премія Марчелло Мастроянні — Байкалі Ганамбарр за роль у фільмі «Соловей»
- «Лев майбутнього» — нагорода «Луїджі де Лаурентіс» за дебютний фільм — «День, коли я втратив свою тінь», реж. Судет Каадан

Горизонти
- Найкращий фільм — «Скат Манта», реж. Футтіфонг Арунфенг
- Найкращий режисер — Емір Байгазін за «Річка»
- Спеціальний приз журі — «Оголошення», реж. Махмут Фазіль Коскуна
- Найкраща акторка — Наталія Кудряшова за роль у фільмі «Людина, який здивувала всіх»
- Найкращий актор — Каїс Нашиф за роль у фільмі «Тель-Авів у вогні»
- Найкращий сценарій — Пема Цеден за «Джинпа»
- Приз за найкращий короткометражний фільм — «Подарунок», реж. — Адія Ахмад

Венеційська класика
- Найкращий відновлений фільм — «Ніч Святого Лоренцо», реж. Паоло та Вітторіо Тавіані
- Найкращий документальний фільм — «Великий Бастер: вшанування», реж. Пітер Богданович

Венеційська віртуальна реальність
- Найкраща віртуальна реальність (захопливий сюжет) — «Сфери», реж. Еліза Мак-Нітт (США, Франція)
- Найкращий досвід (за інтерактивний контент) — Бадді VR, реж. Чак Че (Південна Корея)
- Найкращий сюжет (за лінійний контент) — «Острів мертвих», реж. Бенджамін Нуель (Франція)

Спеціальні нагороди
- «Золотий лев» за кар'єру — Ванесса Редґрейв[22] та Девід Кроненберг[23]
- Премія Робера Брессона: Ліліана Кавані[24]
- Премія Френки Соццані: Сальма Гаєк
- Приз Міжнародної конфедерації художнього кіно (SIAE): Маріо Мартоне за його творчу кар'єру та за останній фільм «Капрі-революція»[25]
- Премія П'єтро Б'янкі: Карло Вердоне
- Нагорода Фонду Міммо Ротелла: Джуліан Шнабель та Віллем Дефо за фільм «Ван Гог. На порозі вічності»[26]

### Паралельні секції
Наступні нагороди отримали фільми автономних секцій:
Венеційський міжнародний тиждень критиків
- Нагорода аудиторії Sun Film Group: «Запис тиші», реж. Саад аль-Баталь та Гіат Аюб
- Нагорода кіноклубу Верони: «Світлі тварини», реж. Алексія Вальтер та Максим Матрай
- Маріо Серрандреї — премія готелю Saturnia за найкращий технічний внесок: «Запис тиші», реж. Саад аль-Баталь та Гіат Аюб

Дні авторів
- Режисерська нагорода GdA: «Справжнє кохання», реж. Клер Бургер[28]
- Нагорода BNL «Народний вибір»: Ricordi?, реж. Валеріо Мієлі[29]
- Нагорода Europa Cinemas Label: «Джой», реж. Судабх Мортезай[30]
- Нагорода Hearst Film Award: «Джой», реж. Судабх Мортезай[31]

### Інші паралельні нагороди
Наступні заохочувальні нагороди були присуджені фільмам офіційної програми:
- Приз ФІПРЕССІ:[32]
  - Найкращий фільм (головна програма): «Захід Сонця», реж. Ласло Немеш
  - Найкращий фільм (інші секції): «Запис тиші», реж. Саад аль-Баталь та Гіат Аюб
- Премія «Зелена крапля»: «Ван Гог. На порозі вічності», реж. Джуліан Шнабель
- Премія Франческо Пазінетті: «Капрі-революція», реж. Маріо Мартоне
  - Спеціальні премії найкращому акторові та акторці: Алессандро Боргі та Жасмін Трінка за ролі у фільмі «На моїй шкірі», реж. Алессіо Кремоніні
- «Квір-лев»: «Хосе», реж. Лі Чен (Дні авторів)[33]
- Премія Всесвітньої католицької асоціації з комунікацій (SIGNIS): «Рома», реж. Альфонсо Куарон[32]
  - Спеціальна згадка: «22 липня», реж. Пол Грінграсс
- «Золоте левеня»: «Робота без авторства», реж. Флоріан Генкель фон Доннерсмарк[32]
- Приз Союзу середземноморських університетів (UNIMED): «Трамвай в Єрусалимі», реж. Амос Гітай
- Премія «Золотий фільм»:
  - Найкращі спеціальні ефекти: Франко Рагуза за «Суспірія»
  - Найкраща кравчиня: Катя Швейггль за «Капрі-революція»
  - Премія за кар'єру: Ательє Ніколао Стефано Ніколао